# Bošáčka
Bošáčka je vodní tok ve Zlínském kraji v České republice a v Trenčínském kraji na Slovensku. Je dlouhý 21,5 km. Rozloha povodí na území Česka činí 38,4 km². V České republice se nazývá také Hrubár, případně Březová.

## Průběh toku

### Česká republika
Pramení jako Hrubár východně od české obce Lopeník pod hlavním hřebenem Lopenické vrchoviny v Bílých Karpatech v nadmořské výšce přibližně 510 m. Severně obec obtéká a následně ze severu vtéká do obce Březová, kde přijímá pravostranný přítok Březová. Následně pokračuje jižním směrem a napájí malou vodní nádrž. Pak se stáčí k východu a směřuje k česko-slovenské státní hranici.

### Slovensko
Na Slovensko vtéká u osady Šiance a pokračuje Bošáckou dolinou neustále podél silnice III/06124. Protéká částí obce Nová Bošáca, kde se vyskytují samoty a v těchto místech zleva přijímá Predpolomský potok. Z pravé strany do ní ústí jen krátké, nepojmenované přítoky. Dále teče přes Bošácká bradla, za nimiž se říční koryto rozšiřuje a Bošáčka vstupuje na území obcí Zemianske Podhradie a následně Bošáca, které se nachází již v Povážském podolí, podcelku Trenčínská kotlina. Za Bošácou vytváří tři výraznější ostré zákruty, napájí malou vodní nádrž a protéká okrajem obce Trenčianske Bohuslavice. Na pravém břehu obtéká masív Tureckého vrchu, pak se prudce stáčí k jihozápadu a přibírá svůj nejvýznamnější přítok, levostrannou Chocholnici. Na krátkém úseku teče souběžně s Biskupickým kanálem, jenž vzápětí podtéká, a jihovýchodně od Trenčianských Bohuslavíc se zprava vlévá do Váhu.